# Cosmosoma tigris
Cosmosoma tigris är en fjärilsart som beskrevs av William Schaus 1894. Cosmosoma tigris ingår i släktet Cosmosoma och familjen björnspinnare. Inga underarter finns listade i Catalogue of Life.